# Garcinia ruscifolia
Garcinia ruscifolia är en tvåhjärtbladig växtart som först beskrevs av August Heinrich Rudolf Grisebach, och fick sitt nu gällande namn av A. Borhidi. Garcinia ruscifolia ingår i släktet Garcinia och familjen Clusiaceae. Utöver nominatformen finns också underarten G. r. linearis.